# Simeón de Verjoturie
Simeón de Verjoturie (en ruso: Симеон Верхотурский; 1607 – 1642), también conocido como el justo Simeón de Merkushino (en ruso: Симеон Меркушинский), es un santo ortodoxo ruso. Es el santo patrón de la región de los Urales. La fiesta principal de San Simeón es el 18 de diciembre (EA) o el 31 de diciembre (EN).
Los creyentes oran a Dios pidiendo a Simeón ayuda, consuelo, fortalecimiento, corrección, tratamiento del alma y del cuerpo y liberación del mal. Los necesitados rezan a Simeón para escapar de la muerte. A menudo los creyentes con enfermedades oculares o parálisis recurren a Simeón en busca de ayuda.

## Biografía

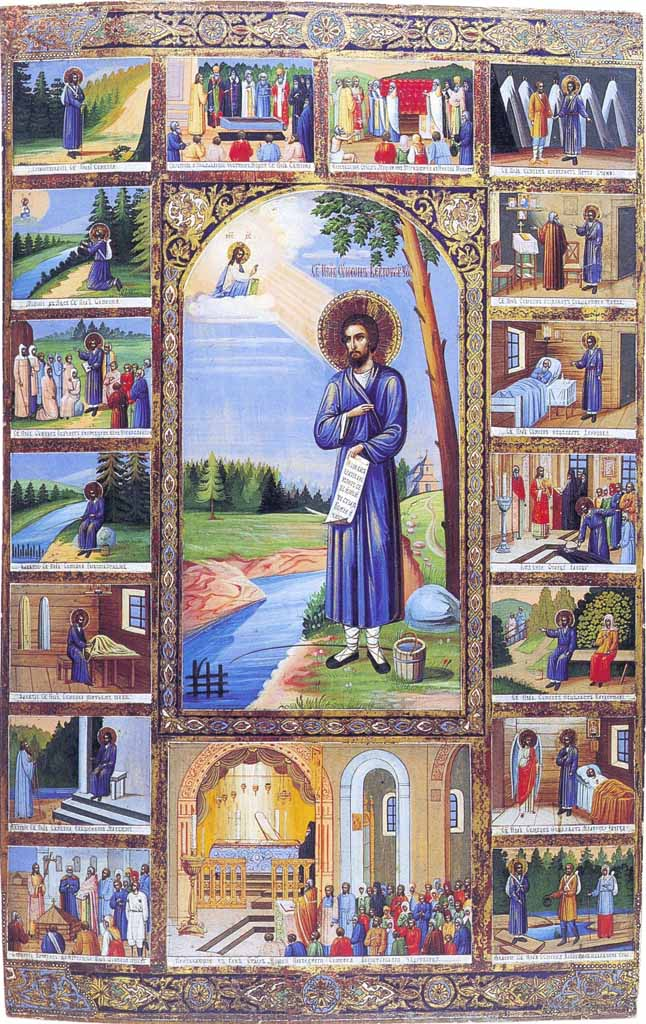
Simeón de Verjoturie con hagiografía

Los hechos de la vida de Simeón son muy breves y sólo se conocen a través de la hagiografía compilada por el metropolitano Ignacio (Rimski-Kórsakov) de Tobolsk y Siberia a finales del siglo XVII a partir de historias de sus contemporáneos, después de que el sacerdote examinara la traducción de las reliquias de Simeón. El título de la historia era "Una historia conocida y atestiguada sobre la manifestación de las reliquias sagradas y, en cierta medida, la leyenda del santo y justo Simeón, el nuevo milagrero siberiano". 
Según la hagiografía, Simeón nació en una familia noble de boyardos en la parte europea de Rusia. Después de la muerte de sus padres durante la época de la inestabilidad, Simeón se mudó a los Montes Urales y se estableció en la ciudad de Verjoturie. En 1620 se trasladó al pueblo de Merkushino (a unos 53 kilómetros de Verjoturie), en y alrededor del cual pasó la mayor parte de su vida, ocultando su origen y viviendo con sencillez.
En Merkushino visitó la iglesia local de madera del Arcángel Miguel. En verano, Simeón se enclaustraba para orar a lo largo de la orilla del río Turá, a 11 kilómetros de Merkushino, y se ganaba la vida pescando. En invierno cosía abrigos para los campesinos del uyedz de Verjoturie. Era conocido por su altruismo; por ejemplo, para asegurarse de que no le pagaran por su trabajo de costura, dejaba sin terminar las prendas en las que había trabajado y luego abandonaba la aldea. Simeón predicó la humildad e incluso durante su vida mostró el ascetismo y la honestidad de una persona justa.
Simeón predicó el cristianismo a los mansí. Murió en Merkushino en 1642 y fue enterrado en un cementerio junto a la iglesia del Arcángel Miguel.

## Traducción de las reliquias
Según la leyenda, en 1692, el ataúd de Simeón se levantó milagrosamente de su tumba, de modo que se pudieron ver sus reliquias. Los residentes locales lo consideraron una indicación de santidad, pero no recordaban su nombre. Después de eso, aparecieron nuevos casos de curaciones milagrosas aparentemente relacionadas con Simeón, principalmente la curación de enfermedades de la piel con tierra de su tumba. En 1693, el eparca siberiano envió a un empleado llamado Mateo a estudiar los informes de milagros. Después de contactar con el metropolitano Ignacio (Rimski-Kórsakov), recibió instrucciones de construir una pequeña cubierta simbólica sobre la tumba de Simeón.
El 18 de diciembre de 1694, a petición del metropolitano, el abad Isaac del monasterio dálmata y otros empleados dirigieron un examen de las reliquias de Simeón y los aparentes casos de curación. Merkushino fue visitado por el metropolitano un día después, pero después de escuchar a Isaac, quien dijo que "en la arboleda se encontró un cuerpo entero, excluyendo los dedos podridos de una mano y la bata, y, según testigos, el cuerpo olía agradablemente", Ignacio se mostró escéptico. La hagiografía cuenta cómo, después de que el metropolitano sufriera una lesión en el ojo, lo tomó como un juicio sobre su escepticismo y examinó él mismo las reliquias. En el ataúd que habían sacado de la tumba se encontraron restos de huesos, muy cubiertos de carne y ropas en descomposición. Ignacio los declaró incorruptibles y, según la hagiografía, recibió en sueños una revelación sobre el nombre del santo, al que ordenó llamar " el justo San Simeón". El 30 de diciembre de 1694 Ignacio visitó nuevamente Merkushino, donde examinó las reliquias por segunda vez. Hizo que los trasladaran a una iglesia y cubrieran el ataúd con una podea de seda, ordenó que se recogiera información sobre la vida de Simeón. Después de eso, escribió la hagiografía y el acatisto de Simeón.

## Santidad

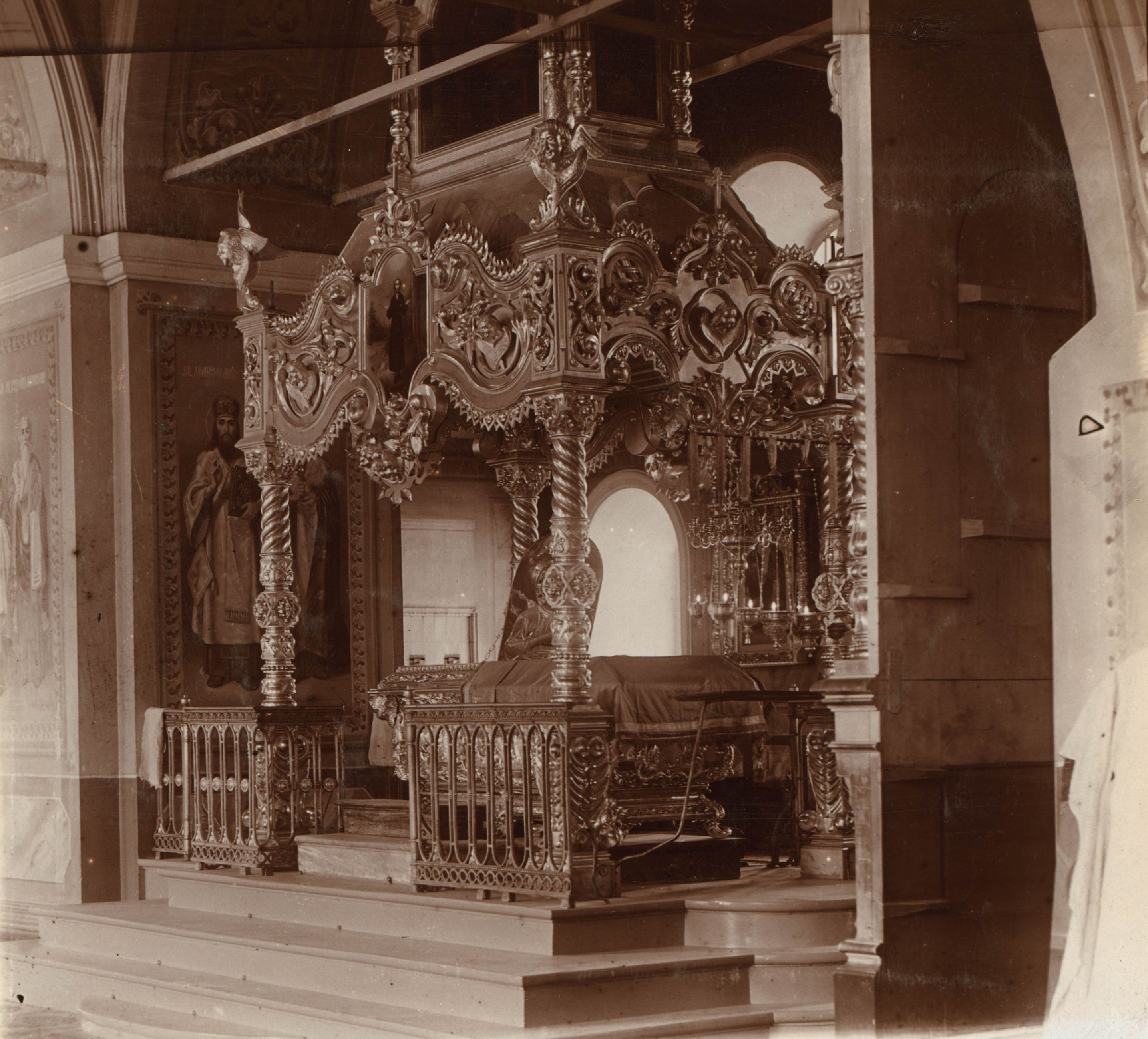
Santuario con reliquias de Simeón de Verjoturie en el Monasterio Nikolaévski, 1910.

El 12 de septiembre de 1704, las reliquias de Simeón fueron trasladadas al monasterio Nikoaévski de Verjoturie con las bendiciones del metropolitano Filoteo, y llevadas al kliros del lado derecho de la iglesia del monasterio. Según una leyenda, la traducción estaba relacionada con una procesión cruzada, después de que el Cosmas orara y deseara descansar. En 1716, la iglesia fue incendiada, pero el santuario con las reliquias no resultó afectado y en 1838 fue colocado en el altar lateral de el anciano Simeón y Ana la Profetisa, que pasó a llamarse en honor a Simeón de Verjoturie en 1863. También se rindió homenaje al lugar de enterramiento de Simeón en Merkushino, donde brotaba un manantial. La capilla de madera que se encontraba encima fue reemplazada por una nueva capilla de piedra en 1808.
La Hermandad del Justo San Simeón, el milagrero de Verjoturie, fue fundada en Ekaterimburgo en 1886 para ilustrar al pueblo. Los miembros de la hermandad con dinero de la Eparquía, el Sínodo y voluntarios abrieron escuelas y apoyaron a los misioneros. La hermandad mantuvo 300 escuelas, donde más de 10 mil alumnos aprendieron gramática y la Ley de Dios.  En 1901 se creó una fundación misionera para apoyar a los desfavorecidos y a las personas que regresaban de un cisma o una secta.
Grigori Rasputín pasó meses en el monasterio de Nikolaév, donde se convirtió en devoto de San Simeón. El primer regalo de Rasputin a la familia real, fue un ícono de Simeón de Verjoturie. Rasputín visitaría el monasterio a lo largo de su vida, llevando también a sus admiradores.

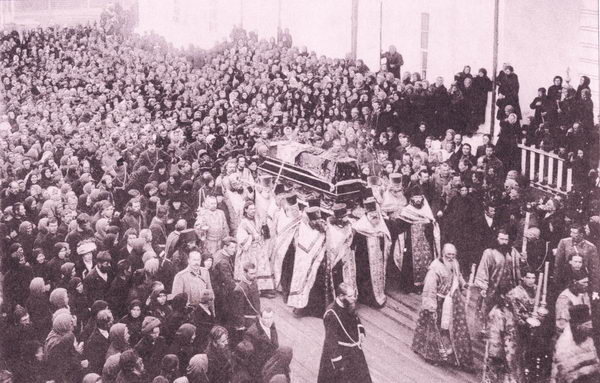
Procesión cruzada con las reliquias de San Simeón, 27 de mayo de 1914

Las reliquias de Simeón comienzan a atraer a muchos peregrinos al monasterio; a principios del siglo XX el número de visitantes alcanzaba las 60,000 personas al año.La Catedral de la Exaltación se construyó en el Monasterio Nikolaévski en 1913 para albergar entre ocho y diez mil personas. La dedicación y el traslado de las reliquias de Simeón tuvieron lugar el 11 de septiembre de 1913, cuando se celebró el tercer centenario de la dinastía Romanov. Ese día llegó desde Livadia un telegrama de la familia del zar: "Verjoturie. Monasterio Nikolaévski. Al padre abad Jenofonte. Os saludo de todo corazón a usted y a la comunidad con este día solemne de dedicación de la nueva iglesia, del querido monasterio y de la gran fiesta de mañana. Busco vuestras oraciones ante el santuario de los justos. Nicolás. Anastasia". En 1914, la familia del zar donó un baldaquino de plata para el santuario. Fue trasladado solemnemente de Ekaterimburgo a Verjoturie durante una procesión cruzada que duró 20 días. Varios miles de peregrinos caminaron más de 350 kilómetros. El 27 de mayo, las reliquias de Simeón fueron trasladadas de la iglesia Nikolaévski a la Catedral de la Exaltación del Monasterio Nikolaévski.

### Apertura, retirada y devolución de las reliquias
Después de la revolución de octubre, el gobierno de Verjoturie pasó a los bolcheviques. El 17 de agosto de 1918, a petición del jefe de la Junta Extraordinaria de Investigación, A.V. Saburov tuvo lugar la primera apertura pública de las reliquias de Simeón. El archimandrita Jenofonte (Medvedev), abad del monasterio Nikolaévski, concilió a su parroquia sobre este sacrilegio, y explicó que la apertura se limitaba a la retirada del sudario. En septiembre de 1918, la ciudad fue tomada por el ejército de Aleksándr Kolchak.

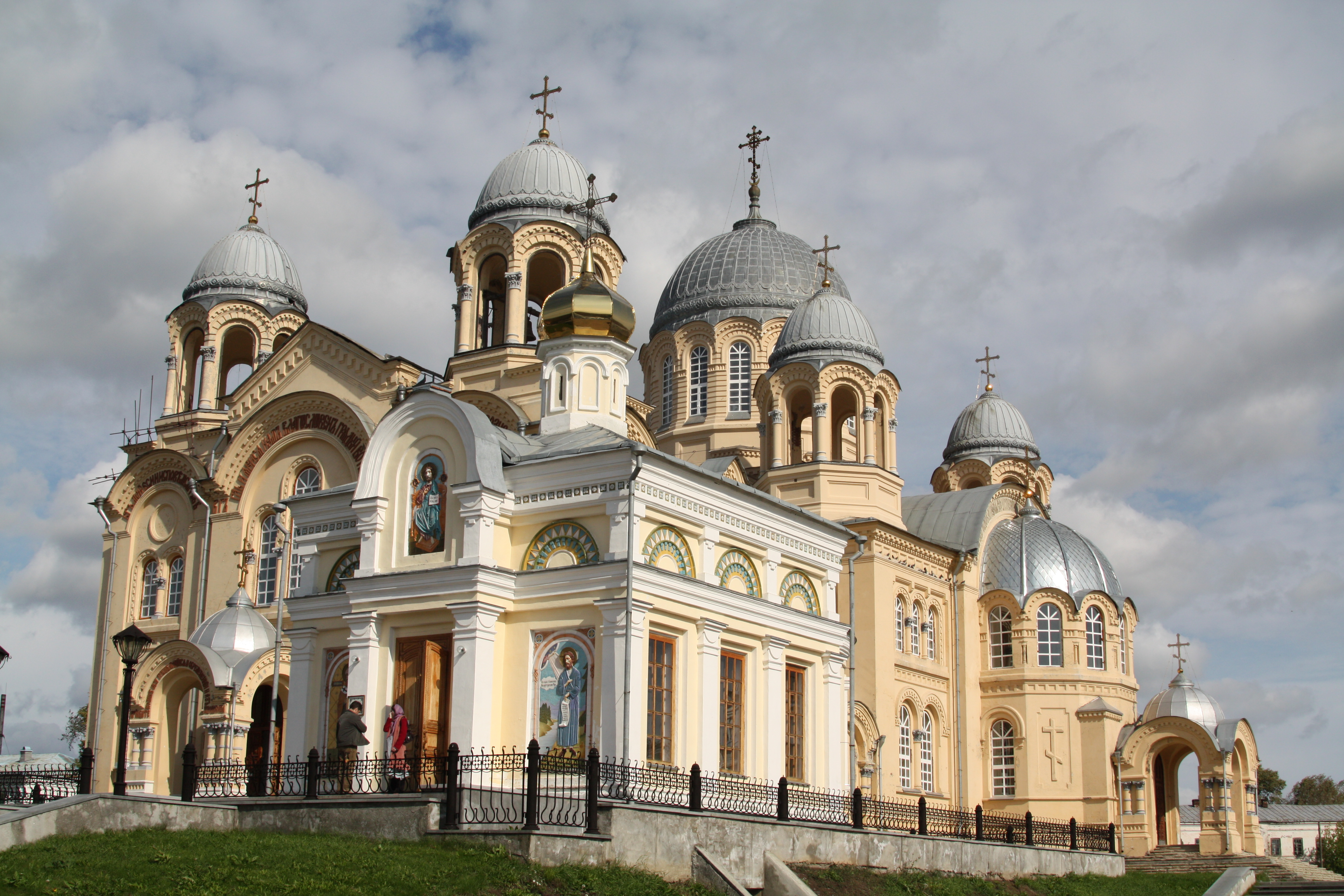
La Catedral de la Exaltación del Monasterio Nikolaévski de Verjoturie.

En junio de 1919, el Ejército Blanco comenzó a retirarse de Verjoturie. El archimandrita Jenofonte tomó la decisión de evacuar a los monjes junto con la Guardia Blanca. Los bienes y reliquias de la iglesia, incluida la de San Simeón, estaban escondidos en el monasterio y su skete; los monjes sólo sacaron de debajo de las reliquias el santuario de plata. El archimandrita Jenofonte no pudo alejarse mucho del monasterio, como más tarde escribió: "unos gamberros de la guardia blanca, a pesar de mi orden como archimandrita, me quitaron los caballos y dejaron sus jamelgos, en los que nadie podía montar". Un grupo de siete monjes encabezados por el higúmeno Abercius continuaron su movimiento hacia el santuario, pero en el límite del distrito de Irbitsky se detuvieron en el convento de Krasnoselski, ya que los guardias blancos  no se preocupaban por ellos. En febrero de 1920 regresaron con el santuario a Verjoturie, ahora bajo control de los soviéticos.
El 25 de septiembre de 1920, día de la fiesta de San Simeón, con más de quince mil peregrinos reunidos en el monasterio, los soviéticos abrieron el santuario con las reliquias de Simeón como parte de su campaña antirreligiosa. El archimandrita Jenofonte concilió a los creyentes indignados, explicando que la apertura de las reliquias no afectaba su carácter sagrado, y junto con la comunidad sacaron el santuario de la iglesia, lo abrieron y colocaron las reliquias sobre una mesa. Después de dos horas, los soviéticos acordaron devolver las reliquias al monasterio, pero el costoso santuario fue supuestamente confiscado para los hambrientos. El 2 de junio de 1924, las reliquias fueron examinadas por la comisión de la Administración de Salud Pública, que consideró que el resultado del rito era insalubre, por lo que sellaron el santuario y restringieron fuertemente el acceso al mismo. El 30 de mayo de 1929, las reliquias fueron confiscadas del monasterio y entregadas a un museo en Nizhni Taguil para realizar obras antirreligiosas. Según el estudio, el museo debería "revelar la naturaleza explotadora de los Padres de la Iglesia, dando una visión demostrativa de los métodos de los sacerdotes y monjes que difunden su narcótico religioso en la mente de la gente".
Las reliquias fueron entregadas a un museo antirreligioso de los Urales en Ekaterimburgo, ubicado en la Casa Ipátiev, a finales de 1935. Tras la disolución de los fondos del museo, las reliquias fueron entregadas al almacén del Museo Regional de Estudios Locales el 7 de octubre de 1946. El 29 de septiembre de 1947, Tobías (Ostroumov), episcopado de Sverdlovsk y Chelyabinsk, envió una carta al director del Consejo para Asuntos Religiosos de la Región de Sverdlovsk, V.N. Smirnov, solicitando la devolución de las reliquias de Simeón a la iglesia, pero la carta no obtuvo respuesta. 
El 11 de abril de 1989, las reliquias fueron finalmente devueltas a la Iglesia Ortodoxa Rusa y colocadas en la iglesia Spassky de Ekaterimburgo. El 25 de septiembre de 1992, la mayoría de las reliquias fueron trasladadas al Monasterio Nikolaévski de Verjoturie en la restaurada y recientemente dedicada Catedral de la Exaltación.